# Livre blanc sur la défense et la sécurité nationale 2008

Le Livre blanc sur la défense et la sécurité nationale 2008, publié le 17 juin 2008, est un livre blanc chargé de définir une stratégie globale de défense et de sécurité pour la France de 2009 à 2020. Le programme, élaboré par une commission, servira de bases aux deux prochains projets de lois de programmation militaire, qui seront votés par le Parlement français.
Ce livre blanc fait suite à deux précédents livres blancs sur la Défense nationale publiés en 1972 par Michel Debré et en 1994 par le gouvernement d’Édouard Balladur. Il a été remplacé par le Livre blanc sur la défense et la sécurité nationale 2013.

## Contexte
Un rapport de l'Assemblée nationale sur l'exécution de la loi de programmation militaire 2003-2008 (LPM) suscite de fortes préoccupations, notamment financières, pour l’avenir de la défense : la LPM « met en lumière le fait que l’on atteint la limite de la sollicitation de l’enveloppe budgétaire que la France affecte à sa propre défense ; ce qui n’est pas sans conséquence sur la dynamique qu’elle souhaite insuffler à la construction de la Défense européenne et sur le rôle qu’elle entend jouer dans le concert mondial des nations »

## LeLivre blanc sur la défense et la sécurité nationale 2008et sa commission

### Définition et objectifs
La commission fut présidée par l'ancien secrétaire général de la Défense nationale (SGDN), Jean-Claude Mallet, à  qui le président de la République française demande en outre, le 28 juillet 2008, de surveiller la préparation de la loi de programmation militaire 2009-2014. Elle compta, entre autres membres, le haut fonctionnaire, écrivain, spécialiste des questions sur la défense et la sécurité nationale et, sous le gouvernement de Dominique de Villepin, ancien directeur de cabinet du ministère délégué aux Anciens Combattants, Patrick Levaye.
La commission du Livre blanc sur la défense et la sécurité nationale de l'année 2007-2008 fut installée par Nicolas Sarkozy, peu après son investiture à la fonction de président de la République française, et est rattachée administrativement au Premier ministre. 
Cette commission fut chargée, jusqu'à la publication du Livre blanc sur la défense et la sécurité nationale, le 17 juin 2008, de définir, pour les quinze prochaines années, une stratégie globale de défense et de sécurité pour la République française. 
Les objectifs du Livre blanc sur la défense et la sécurité nationale sont : 1o assurer la sécurité de la République française et des Français ; 2o préserver (ou d'accroître) les intérêts (politiques, militaires, géopolitiques) de la France et des Français (en France ainsi qu'à l'étranger) ; 3o continuer, entre autres, le processus de professionnalisation de l'Armée française, initié par l'ancien président de la République française, François Mitterrand, avec le Livre blanc sur la Défense nationale de 1994.

### Composition de la commission duLivre blanc sur la défense et la sécurité nationale 2007-2008
La Commission compta sept groupes de travail. Elle comprenait, également, quatre parlementaires français, au titre de la représentation nationale ; des personnalités dites « qualifiées » telles que Olivier Debouzy (avocat aux barreaux de Paris et Bruxelles), Danièle Hervieu-Léger (présidente de l'École des Hautes études en sciences sociales), Olivier Darason (président de l'École des Hautes études de la Défense nationale), et Bruno Racine (président de la Bibliothèque nationale de France), entre autres.
La commission du Livre blanc sur la défense et la sécurité nationale comprenait, aussi, une équipe de rapporteurs, charnière de la Commission, dont les membres furent, entre autres, le colonel Emmanuel de Romémont (ancien pilote de chasse), Julia Maris (administratrice civile du ministère de la Défense, spécialiste des questions internationales et européennes) et Patrick Levaye (écrivain, Haut Fonctionnaire et, entre autres, spécialiste des questions sur la défense et la sécurité nationale). 
Les membres de la commission du Livre blanc sur la défense et la sécurité nationale furent soumis au « Confidentiel Défense ».

### Suivi de la réforme
Le pilotage et le suivi de la réforme se font au plus haut niveau du ministère de la Défense :
- présidé par le ministre de la Défense, le comité exécutif (COMEX) est l’organe supérieur de la gouvernance ministérielle. Il assure le suivi global de la mise en œuvre et la cohérence d’ensemble de la réforme ;
- présidé par le Secrétariat général pour l'administration, le comité pour la modernisation du ministère (C2M) est le comité de pilotage de la réforme. Il en assure la conduite opérationnelle sur un rythme mensuel et prépare les éléments de synthèse à présenter au COMEX ;
- la réforme du ministère est déclinée en une quarantaine de projets ou chantiers transverses. La conduite de ces projets est confiée à des chefs de projets qui ont reçu une lettre de mission signée du ministre et qui sont placés sous l’autorité directe des trois grands subordonnés du ministre (le Chef d'état-major des armées, le délégué général pour l’Armement et le secrétaire général pour l’administration) ;
- enfin, l’animation et la coordination de la réforme sont assurées par une mission pour la coordination de la réforme (MCR), placée sous l’autorité du ministre. La MCR assiste également le secrétaire général pour l’administration dans son rôle d’interface interministérielle et apporte une assistance méthodologique aux chefs de projet.

Par ailleurs, un rapport de l'Assemblée nationale sur la mise en œuvre et le suivi de la réorganisation du ministère de la Défense est publié en février 2009.
Un nouveau livre blanc est publié le 29 avril 2013 sous la présidence de François Hollande et le projet de programmation militaire 2014-2019 annonce des réductions d'effectifs et de parc de matériel en service en baisse par rapport à ce qui est annoncé ci-dessous.

## Contenu

### Capacité de projection
Le volume de forces terrestres projetables est évalué à environ 30 000 hommes déployables pour une durée d’un an, sans renouvellementavec une « concentration de nos moyens sur un axe allant de l’Atlantique à l’océan Indien, en passant par la Méditerranée », selon Jean-Claude Mallet, préférée à « la création de quatre ou cinq grandes bases à l’étranger ou une option à dominante aéromaritime ou enfin une option de repli sur le territoire national avec de fortes capacités de projection aéroterrestres ». 
En permanence, la France conservera en outre une capacité de réaction ou de renfort autonome, avec un dispositif d’alerte opérationnelle de l’ordre de 5 000 hommes pour les forces terrestres.

### Une armée au format en réduction constante
Avec un format général de 131 000 personnes, l'Armée de terre constituera une force opérationnelle de 88 000 hommes, l'Armée de l'air aura un format de 50 000 personnels et de 44 000 pour la Marine nationale, confirmant la déflation constante des effectifs depuis la fin de la guerre froide avec 54 000 suppressions de postes prévu par rapport aux effectifs civils et militaires de 2008.
En 2011, l'Armée de terre dispose de 107 000 militaires et 15 000 civils, la Marine de 37 300 militaires et 6 000 civils, l'Armée de l'air de 51 000 militaires et 7 000 civils.
En 2015, l'Armée de terre dispose de 93 000 militaires et 8 000 civils, la Marine nationale de 37 000 militaires et 3 000 civils, l'Armée de l'air de 44 000 militaires et 6 000 civils.

#### Armée de terre
Le  nombre de chars de combat Leclerc sera réduit à 250, soit 4 régiments équipés de 60 chars Leclerc contre 4 à 80 en 2008. L'Armée de terre perdrait toute capacité de frappe de saturation, en vertu du traité sur les bombes à sous-munitions de mai 2008. Alors que, selon un rapport de l'Assemblée nationale de 2007, « le potentiel des principaux aéronefs apparaît en effet en nette diminution depuis 2004, la baisse s’accélérant en 2008 », l'aéromobilité de l'Armée de terre devrait être  renforcée : l'Aviation légère de l'Armée de terre devrait bénéficier de « la résorption du déficit capacitaire en aéromobilité (hélicoptères de manœuvre) » avec une flotte de 130 hélicoptères de manœuvre (NH90, quelques Puma et Cougar modernisés). Pour ce qui est des hélicoptères de combat, l'ALAT a reçu en 2005, après une longue attente, ses premiers Tigre dont la totalité des 80 exemplaires ont été commandés à ce jour pour remplacer les Gazelle SA341 canons et les Gazelle SA342 Mistral. La livraison de ces 80 engins devrait être terminée en 2020.

#### Armée de l'air
La flotte d'avions de combat (Armée de l'air et aviation navale) sera réduite à 300 appareils (Rafale et Mirage 2000 D modernisés), soit des effectifs et une puissance de feu inférieure à l'US Marine Corps américain mais qui restera équivalent à celle des autres grandes nations européennes qui réduisent également leurs forces.
- Dissolution de la Base aérienne 101 Toulouse-Francazal
- Dissolution de la Base aérienne 103 Cambrai-Épinoy
- Dissolution de la Base aérienne 112 Reims-Champagne
- Dissolution de la Base aérienne 128 Metz-Frescaty
- Dissolution de la Base aérienne 132 Colmar-Meyenheim
- Dissolution de la Base aérienne 217 Brétigny-sur-Orge
- Dissolution de la Base aérienne 921 Taverny
- Dissolution de la Base aérienne 943 Nice
- Dissolution de la Base aérienne 181 Saint-Denis[13]
- Dissolution de la Base aérienne 190 Tahiti-Faa'a[13]
- Dissolution de la Base aérienne 365 Lamentin[13]

#### Marine nationale
| Comparaison des formats de la Marine nationale               | |                   | | |
| Bâtiments et aéronefs                                        | Statut 2008 | Modèle Armée 2015 | Livre blanc 2008 (-2020) | Livre blanc 2013 (-2025) |
| Porte-Avions                                                 | 1 PAN classe Charles de Gaulle                                                                                    | 1 ou 2            | 1 PAN classe Charles de Gaulle + 1 "PA2" (jamais confirmé)                                                                                     | 1 PAN classe Charles de Gaulle |
| Porte-Hélicoptères et navires amphibies                      | 2 BPC classe Mistral 1 PH classe Jeanne d'Arc 2 TCD classe Foudre                                                 | 4                 | 3 ou 4 BPC classe Mistral | 3 BPC classe Mistral |
| SNA                                                          | 6 classe Rubis | 6                 | 4 classe Rubis 2 classe Suffren | 3 classe Rubis 3 classe Suffren |
| SNLE                                                         | 3 classe Le Redoutable 1 classe Le Triomphant                                                                     | 4                 | 4 classe Le Triomphant | 4 classe Le Triomphant |
| Total sous-marins                                            | 10 | 10                | 10 | 10 |
| Frégates antiaériennes                                       | 2 FAA70 classe Cassard 2 FDA classe Forbin                                                                        | 4                 | 2 FDA classe Forbin 2 FREDA | 2 FDA classe Forbin 2 FREMM DA |
| Frégates ASM                                                 | 2 F67 classe Tourville 7 F70 classe Georges Leygues                                                               | 8                 | 8 à 9 classe Aquitaine (8 programmées) | 6 Classe Aquitaine + 5 FTI |
| Total frégates de 1er rang                                   | 13 | 12                | 13 | 15 |
| Frégates polyvalentes de second rang                         | 5 FLF classe La Fayette 6 FS classe Floréal 9 Avisos A69 classe d'Estienne d'Orves                                | 14                | 5 FLF classe La Fayette 6 FS classe Floréal | (5 FLF classe La Fayette) 6 FS classe Floréal |
| Total frégates et avisos                                     | 31 | 26                | 24 | 26 |
| Patrouilleurs hauturiers et côtiers                          | 1 BSE D'Entrecasteaux (ex BHO) 10 P400 classe L'Audacieuse 1 Espadon 50 classe Grebe 1 type Sterne                | (indéterminé)     | 9 PHM classe d'Estienne d'Orves (avisos A69 reconvertis) 4 P400 classe L'Audacieuse                                                            | 6 PHM classe d'Estienne d'Orves (avisos A69 reconvertis) 1 Classe Lapérouse (ex BH): l'Arago 2 PLG classe La Confiance + BATSIMAR (à partir de 2024) |
| Patrouilleurs de service public et de surveillance des sites | 1 Patrouilleur Océanique: l'Albatros 1 classe Lapérouse (ex BH) : l'Arago 3 PSP OPV54 Classe Flamand 2 type Athos | (indéterminé)     | 1 Patrouilleur Océanique: l'Albatros 1 Classe Lapérouse (ex BH): l'Arago 1 type Le Malin 3 PSP OPV54 classe Flamand 1 type Fulmar 2 type Athos | 1 Navire Logistique Polaire B3M 1 type Le Malin 3 PSP OPV54 classe Flamand 1 type Fulmar                                                             |
| Bâtiments de Soutien                                         | 1 BAP classe Jules Verne 1 BSM Loire, classe Rhin                                                                 | (indéterminé)     | (remplacés par les FLOTLOG) | (remplacés par les FLOTLOG) |
| Bâtiments de Ravitaillement                                  | 4 BCR classe Durance                                                                                              | 4                 | 4 FLOTLOG | 3 FLOTLOG |
| Bâtiments de transport léger et soutien outremer             | 4 BATRAL classe Champlain                                                                                         | (indéterminé)     | (statut indéterminé) | 4 B2M classe d'Entrecasteaux |
| Avions de combat                                             | 26 Rafale M (livrés)+ 35 SEM                                                                                      | 60                | 60 Rafale M (programmés) | 60 Rafale M (programmés) |
| Avions de guet aérien                                        | 3 E2C Hawkeye | 3                 | 3 E2C Hawkeye | 3 E2C Hawkeye |
| Avions de patrouille maritime                                | 27 Atlantique 2                                                                                                   | 22                | 22 Atlantique 2 | 15 Atlantique 2 (modernisés) |
| Avions de surveillance maritime et de liaison                | 7 Falcon 10MER 5 Falcon 200 Gardian 4 Falcon 50M                                                                  | 10                | 5 Falcon 200 Gardian 4 Falcon 50M | 4 Falcon 50M 4 Falcon 50MS |
| Hélicoptères lourds et moyens (ASM, SAR, transport)          | 7 SA-321 Super-Frelon SAR 1 EC-725 Caracal SAR (jusqu'en 2010) 26 Lynx HAS.2                                      | (indéterminé)     | 27 NH90 NFH (commandés) 22 Lynx HAS.4 (modernisés)                                                                                             | 27 NH90 Caïman NFH |
| Hélicoptères légers polyvalents (liaison,"Pedro", SAR, ASM)  | 25 SA-316 Alouette III 13 AS365 Dauphin 2 16 AS565 Panther                                                        | (indéterminé)     | 13 AS365 Dauphin 2 16 AS565 Panther | 30 HIL marine (cible) |
| Commandos marine                                             | 6 | 6                 | 5 | 5 Commandos groupes de combat + 2 Commandos d'appui                                                                                                  |
| Sources,.                                                    | |                   | | |

Sur le plan naval, le Livre blanc 2008 directement lié à la LPM 2009-2014 entérinera plusieurs choix importants pour l'avenir de la Marine nationale. 
- Report à 2011 de la décision de lancement d'un second porte-avions, confirmant qu'à la suite de 2007, la Marine Nationale serait une nouvelle fois privée de porte-avions lors du second ATM du PAN Charles de Gaulle, alors prévu à partir de 2016. Cette décision sera en 2011 une nouvelle fois reportée à 2012. Le Livre blanc 2013 clôturera cette série d'indécisions par l'abandon du second porte-avions.

- Réduction de format des FREMM qui passent de 17 unités encore envisagées en 2007, à 11 unités programmées, dont 8 financées en 2008. La commande de 17 FREMM se répartissait entre 8 ASM, 7 AVT et 2 FREDA. Cette réduction voyait donc l'abandon des 7 FREMM AVT, la 11e frégate aurait été une 9e FREMM ASM. Le Livre blanc 2008 voyait donc un format de 13 frégates de 1er rang, donc au-delà des 12 recommandées par le "Modèle d'Armées 2015".  Même si le Livre blanc 2013 prévoit un format de 15 frégates de 1er rang, la LPM 2014-2019 ne financera pas les 3 dernières FREMM sur les 11 prévues.

- Le Livre blanc 2008 était motivé par les considérations du contexte de crise économique et la LPM 2009-2014 avait pu  profiter de recettes exceptionnelles. C'était donc dans le cadre du "Plan de Relance de 2008" que fut commandé un 3e BPC classe Mistral avec un 4e en option. Ce choix outrepassait les besoins opérationnels de la Marine Nationale sachant que les 2 TCD classe Foudre devaient initialement être remplacés par 2 BPC 140[19] de 14 000 tonnes. Ainsi depuis 2012, un BPC sur les trois de la Marine Nationale tourne à tour de rôle pour assurer la « Mission Jeanne d'Arc », à la suite du retrait en 2011 du célèbre croiseur porte-hélicoptères éponyme. L'arrivée du BPC Dixmude provoqua la sortie en 2011 du TCD Foudre vendu au Chili. L'attente de l'éventuelle confirmation d'un 4e BPC et d'une flotte formatée à 4 unités amphibies verra le retrait du TCD Siroco programmé dès 2013 et effectif en 2015 à la suite de son acquisition par le Brésil.
- Étalement et report du programme des SNA Barracuda dont l'entrée en service de la tête de série: le Suffren fut reportée de 2015 à 2018.
- Reconversion des 9 avisos A69 classe d'Estienne d'Orves en patrouilleurs hauturiers avec suppression de leurs capacités ASM.
- Réduction de format de la PATMAR qui passe de 27 à 22 Atlantique 2.

La Marine Nationale est encore équipée de 15 frégates de premier rang soit 5 classe La Fayette auparavant cataloguées comme navire de second rang, 2 classe Forbin et 8 classe Aquitaine contre 26 croiseurs, destroyers et frégates de plus de 1 500 tonnes en 1985. Le programme de six SNA de la classe Barracuda est confirmé (contre 2 SNA et 15 sous-marins diesels en 1985)  mais le programme sera considérablement étalé : ainsi, le nombre de 250 (50 commandés en décembre 2006) missiles de croisière naval (MdCN) devant équiper les SNA et les Aquitaine devrait être revu à la baisse.. 
Les quatre SNLE Classe Le Triomphant de la Force océanique stratégique restent au centre de la Force de dissuasion nucléaire française.
La décision de construire le PA 2 « devrait être prise aux alentours de 2011-2012 », et le livre blanc rouvre le débat sur le mode de propulsion de celui-ci, classique ou nucléaire
La décision du remplacement des 9 avisos classe d'Estienne d'Orves (type A69), corollaire de la mise en service de la classe Aquitaine, semble reportée. Par contre, des programmes de patrouille maritime à base de drones ou de radars navals trans-horizon seront lancés, peut-être en collaboration européenne.

### Renseignement
Le renseignement devient une priorité avec l'augmentation du budget consacré au satellites-espion. En effet, l’autonomie nationale et européenne d’appréciation de situation et de prise de décision repose notamment sur l’imagerie spatiale : en relève du système Helios 2, pour sa composante spatiale optique et infrarouge qui devrait finir sa vie vers 2015, MUSIS (Multinational Space-based Imaging System for surveillance, reconnaissance and observation) offrira à la France et à ses partenaires européens des capacités de suivi de situation et de veille stratégique, une aide à la prévention et à l’anticipation des crises ainsi qu’à la planification et à la conduite des opérations. Il s’inscrit dans le cadre du renforcement de la fonction stratégique « connaissance et anticipation ». MUSIS améliorera les performances de la composante optique et infrarouge, selon deux axes d’effort : une meilleure résolution et une réduction des délais de survol (revisite) des sites d’intérêt. Des travaux de préconception du système MUSIS sont en cours, en vue du lancement de la phase de conception en 2009.
Au total, près de 7 700 personnes travaillent directement au sein de ces services
de renseignement. Sur la période 2009-2014, il est prévu la création de 690 postes liés au renforcement de la fonction « connaissance et anticipation ». Dès 2009, ce sont 140 postes de techniciens et d’experts spécialisés qui seront créés.
De plus, des unités militaires spécialisées de l’armée de terre, de la Marine nationale et de l’armée de l’air remplissent des missions de renseignement d’intérêt militaire ; elles emploient 4 000 personnes.
Le renseignement au sein de la Défense est structuré autour de plusieurs services complémentaires, qui agissent en étroite coordination avec les autres services de renseignement nationaux :
- un service à compétence générale : la direction générale de la Sécurité extérieure(DGSE), qui est chargée de la recherche et de l’exploitation du renseignement à l’extérieur du territoire national ;
- deux services spécialisés :
  - la direction du Renseignement militaire (DRM), qui est chargée de l’élaboration de la doctrine, de la conduite des actions de recueil, de l’exploitation et de la diffusion du renseignement militaire ;
  - la direction du renseignement et de la sécurité de la Défense (DRSD), qui est chargée de la prévention et de la recherche des atteintes à la Défense nationale.

### Économies espérées
Le Sénat français estime que les économies dues à la réduction des effectifs entre 2009 et 2014 porteront sur 4 147 millions d’euros . Néanmoins, à la suite de la décision du président de la République française de lancer en décembre 2008 un Plan de relance de l'économie française doté d'un budget de 26 milliards d'euros financé grâce à la dette de l'État, le ministère de la Défense bénéficie de 2,325 milliards d’euros, qu'il allouera « dans le respect du modèle du livre blanc » .

## Nouvelle carte militaire
Le nouveau dispositif territorial poursuit trois objectifs :
- améliorer le caractère opérationnel de l’outil de défense. La réforme que conduit le ministère est d’abord au service des missions confiées aux armées. La rationalisation du stationnement des unités opérationnelles, caractérisée par une réduction du nombre d’emprises et une optimisation des infrastructures, offrira aux personnels des conditions de travail améliorées et rapprochera physiquement les unités dont les activités sont complémentaires ou qui doivent s’entraîner ensemble. Ainsi, la plupart des formations de la Brigade de renseignement seront regroupées à proximité de son état-major ;
- rationaliser un déploiement aujourd’hui très dispersé. Le projet d’évolution du déploiement des armées rationalise le stationnement afin de réduire les coûts de fonctionnement. L’objectif général consiste à densifier les implantations militaires, permettant leur organisation en bases de Défense (BDD). Cette nouvelle organisation permettra de mettre en œuvre un soutien mutualisé à caractère interarmées, au profit des différentes unités implantées dans le périmètre de la base ;
- optimiser les soutiens courants par leur mutualisation. La dispersion géographique et l’organisation propre à chaque armée ont conduit à un dispositif d’administration générale et de soutien important et très cloisonné, dans lequel chaque formation dispose le plus souvent de son soutien propre. Les mutualisations au sein d’une armée ou au niveau interarmées ou ministériel sont insuffisantes. Le projet d’évolution du dispositif territorial intègre cette dimension par la création des bases de Défense. Il s’agit d’une nouvelle architecture d’organisation, dans laquelle les moyens d’administration générale et de soutien commun sont mutualisés au sein d’une structure de soutien, véritable plate-forme de services travaillant au profit de l’ensemble des formations de la base. Échelon local d’une chaîne interarmées des soutiens, la BDD inclut, dans un espace géographique donné, tous les organismes du ministère de la Défense (armées, DGA, SGA). Elle dispose d’un budget de fonctionnement mutualisé pour le soutien et l’administration générale de l’ensemble des unités qui lui sont rattachées. Des gains significatifs en matière d’effectifs seront ainsi dégagés au profit des unités opérationnelles. Pour chaque BDD, le chef d’état-major des armées désigne un commandant de base de Défense. Responsable du soutien de toutes les formations du ressort de la BDD, le commandant de la BDD n’a pas autorité en matière opérationnelle sur les commandants des formations. Ceux-ci restent responsables de l’emploi des forces placées sous leur autorité et subordonnés à leur chaîne de commandement propre.

Onze bases de Défense (10 en métropole et 1 en République de Djibouti) sont constituées dès le 1er janvier 2009. Elles ont pour rôle d’expérimenter le concept et de préparer la mise en place de l’organisation définitive. En 2014, les bases de Défense seront au nombre d’environ 90. Elles partageront des principes
communs d’organisation, mais se différencieront par leur taille (la moitié sera d’une taille
supérieure à 3 000 personnes), ou par leur composition (regroupant une seule ou plusieurs unités majeures, de la même armée ou d’armées différentes).

### Mesures détaillées pour l'Armée de terre[28]
Elle sera composée de huit brigades de combat.
- Les deux brigades de décision, 2e et 7e BB, comprendront chacune deux régiments Leclerc, deux régiments d’infanterie mécanisée, un bataillon sol-sol à seize pièces, un bataillon LRU à douze pièces, un bataillon sol-air SATCP et un régiment du génie.
- Les quatre brigades multi-rôles, 1re BM, 3e BM, 6e BLB et 9e BLBMa. par regroupement des actuelles brig. mécanisées et brig. légères blindées, comprendront chacune un régiment blindé léger, un régiment motorisé sur VAB, un régiment mécanisé sur VBCI, un régiment d’artillerie à seize pièces et un régiment du génie.
- L’organisation des deux brigades d’urgence, 11e BP et 27e BIM, est pratiquement inchangée par rapport à celle de 2008.

#### Arme Blindée Cavalerie
- Conservation de quatre régiments de chars mais abandon de la structure « bataillonnaire » RC80 à 2GE40 pour une structure régimentaire classique de RC52 (+ huit chars de réserve)
- Redéploiement des EEI : transfert EEI du 501e-503e régiment de chars de combat au 1er régiment de spahis (2010) et transfert EEI du 1er-11e régiment de cuirassiers au RICM (2010)
- Le 2e régiment de  dragons - nucléaire, biologique et chimique devient directement subordonné au CFT.

#### Artillerie
- Dissolution de l'EM B.ART, maintien d'une capacité réduite de CMO au CFT de Lille (2010)
- Dissolution du 12e RA avec transfert de la batterie Cobra et DLO au 1er RA (2009)
- Dissolution du 57e RA et ventilation des batteries SATCP aux 68e RAA, 93e RAM, 11e RAMa et 35e RAP (2009)
- Début du processus d'alignement des RA de brigades multirôles et d'intervention d'urgence sur leur structure à deux batteries canons, une batterie mortiers de 120 mm(double qualifiquation et réserve), une batterie SATCP Mistral et un BRB
- Regroupement des AMX AuF1 au 40e RA qui se verra doté d'une quatrième batterie (RA32) (2009)
- Dissolution des BO et ventilation des moyens dans les batteries de tir (2009)
- Dissolution progressive du 402e RA à la suite du transfert des SAMP à l'Armée de l'Air et transfert des effectifs pour armer une batterie SATCP au 3e RAMa
- Transfert du 1er RAMa de Couvron vers Châlons-en-Champagne et affectation d'une batterie SATCP en provenance du 402 dissous (2012)
- Transformation du 1er RA en RA à deux GA12 (2010)
- Dissolution du 8e RA.

#### Aviation légère de l'Armée de terre
- Dissolution de l'EM de la 4e brigade aéromobile et de sa base de soutien, maintien d'une capacité réduite de CMO au CFT de Lille (2010) ;
- Évolution de la capacité en fonction de l'arrivée des appareils de nouvelle génération ;
- Dissolution de l'Escadrille de haute montagne (EHM) de Gap (2009) ;
- Les RHC deviennent directement subordonnés au CFT.

#### Génie
- Dissolution de l'EM B.GEN, maintien d'une capacité réduite de CMO au CFT de Lille (2010)
- Dissolution du 1er RG avec transfert de la compagnie PFM vers le 3e RG et transfert de la compagnie dépollution vers le 13e RG (2010)
- Dissolution du 2e RG (2010) avec répartition de la capacité traitement de l'eau dans les RG BIA (2009)
- Les compagnies énergie et aide au déploiement des 1er et 2e  RG seront redéployées aux 6e et 31e RG.
- Dissolution du 5e RG avec transfert de trois sections de travaux de voies ferrées sur Mourmelon (double qualif travaux) et d'une section de travaux de voies ferrées à Canjuers (double qualif) (2010).

#### Transmissions
Réorganisation de la fonction transmission et appui au commandement par répartition des moyens appui au commandement au sein des RTRS (cinq régiments identiques) et par le rapprochement de l'EM et de ses deux employeurs (CFT et CRR-FR) :
- transfert de l'EM B.TAC de Lunéville à Douai (2010) ;
- réorganisation du régiment de commandement et de soutien de Douai en régiment de transmissions (2010) ;
- dissolution du 42e RT (2011) ;
- dissolution du 18e RT (2010) ;
- dissolution du 41e RT et répartition des moyens dans les autres régiments (2010) ;
- transfert de la 785e CGE d'Orléans vers Rennes (2012).

#### Train
- Dissolution du 601e Régiment de Circulation Routière d'Arras (juin 2009)
- Intégration de la BTI dans le 519e Régiment du Train avec dissolution du DTI du Havre (2009)
- Transfert du 503e Régiment du Train vers Nîmes (2011)
- Dissolution du 519e Régiment du Train avec transfert d'un escadron portuaire vers Toulon (2011)
- Maintien d'un DTI sur la façade atlantique (étude en cours) et transfert du DTI Marseille vers Toulon (2011)
- Dissolution du 517e Régiment du Train avec transfert du CIEC de Déols vers Castelsarrasin (2012)
- Réorganisation des RT en régiments multicomposantes :
  - 121e Régiment du Train : -1 UE TPT (2012)
  - 503e Régiment du Train : +1 UE TB (2012), -1 UE TPT, -1 UE RVT (2011)
  - 511e Régiment du Train : +1 UE TB, -1 UE TPT, -1 UE RVT (2012)
  - 515e Régiment du Train : -1 UE TPT (2012)
  - 516e Régiment du Train : +1 UE TPT, +1 UE RVT, -1 UE TB (2012)

Abréviation :
- UE : unité élémentaire (compagnie ou escadron) ;
- TB : transport de blindés ;
- TPT : transport ;
- RVT : ravitaillement.

#### Matériel
La fonction maintenance terrestre sera assurée par la Structure Interarmées de Maintien en condition des Matériels Terrestres (SIMMT) qui s'appuiera fonctionnellement sur deux entités distinctes : le COMmandement de la Maintenance Terrestre (COMMT), structure « Armée de Terre », intégrée au CFT, chargée de la maintenance opérationnelle, disposant de relais (AMAT) au sein des brigades et du CoFAT et le Service de Maintenance Industriel TERrestre (SMITER) structure intermarmées.
- Création de la SIMMT à partir de la DCMAT des DIRMAT (RTNE, RTNO, RTSO) et de leurs détachements de liaison ainsi que des DIVSOUT des forces des EMRTIDF et RTSE (2009-2011)
- Création du SMITER par réorganisation de la maintenance centralisée en 9 entités fonctionnant sur des standards permettant d'optimiser les moyens dans le cadre de la PEGP (2009-2011)
- PC du BMAT de Poitiers dissous, organisme restructuré sur place et rattaché au RMAT de Bruz (2010), transfert STM vers Bruz (2010)
- PC du BMAT de Woippy dissous, organisme restructuré sur place et rattaché au RMAT de Mourmelon (2011), transfert STM vers Nouatre (2010)
- PC du BMAT de Draguignan dissous, organisme restructuré sur place et rattaché au RMAT de Nîmes (2010)
- Rattachement de l'UMCC de Canjuers au 5e BMAT (2009), puis rattachement du Det. 5e BMAT Canjuers au RMAT de Nîmes (2010)
- Rattachement du Det. 9e BMAT Vayres au RMAT Muret (2010)
- Transfert du Det. 1er régiment du matériel Saarburg vers Woippy (2010)
- Transfert du Det. 1er régiment du matériel Toul vers Gresswiller et STM vers Nouatre (2011)
- Transfert du Det. 1er régiment du matériel Epinal vers Gresswiller (2011)
- Transfert du Det. 2e régiment du matériel Champagne vers Le Mans ou Bruz (2011)
- Transfert du Det. 2e régiment du matériel Vannes vers Bruz (2011)
- Transfert du Det. 2e régiment du matériel Angers vers Bruz (2010)
- Transfert du Det. 2e régiment du matériel Fontevraud vers Bruz (2011)
- Transfert du Det. 3e régiment du matériel Brive vers Muret (2010)
- Transfert du Det. 3e régiment du matériel Uzein vers Muret (2011)
- Transfert du Det. 3e régiment du matériel Tarbes vers Muret (2011)
- Transfert du Det. 4e régiment du matériel Valence vers Nîmes (2010)
- Transfert du Det. 4e régiment du matériel Orange vers Nîmes (2010)
- Transfert du Det. 4e régiment du matériel Laudun vers Nîmes (2010)
- Transfert du Det. 4e régiment du matériel Saint-Christol vers Nîmes (2010)
- Transfert du Det. 5e régiment du matériel Hyères vers Draguignan (2010)
- Transfert du Det. 5e régiment du matériel Carpiagne vers Canjuers (2011)
- Transfert du Det. 6e régiment du matériel Bitche vers Gresswiller (2009)
- Transfert du Det. 6e régiment du matériel Phalsbourg vers Gresswiller (2011)
- Transfert du Det. 6e régiment du matériel Colmar vers Besançon (2011)
- Transfert du Det. 6e régiment du matériel Belfort vers Besançon (2011)
- Transfert du Det. 6e régiment du matériel Les Fougerais vers Besançon (2011)
- Transfert du Det. 6e régiment du matériel Valdahon vers Besançon (2011)
- Transfert du Det. 7e régiment du matériel La Valbonne vers Lyon (2011)
- Transfert du Det. 7e régiment du matériel Varces vers Lyon (2012)
- Transfert du Det. 7e régiment du matériel Gap vers Lyon (2011)
- Transfert du Det. 7e régiment du matériel Clermont-Ferrand vers Lyon et BSMAT Clermont-Ferrand (2011)
- Dissolution du Det. 7e régiment du matériel Moulins (2011)
- Dissolution de Det. 7e régiment du matériel St Priest (2014) avec transfert groupe de réparation NBC vers Lyon et STM vers Bruz
- Transfert du Det. 8e régiment du matériel Suippes vers Mourmelon (2010)
- Transfert du Det. 8e régiment du matériel Couvron vers Mourmelon ou Douai (2012)
- Transfert du Det. 9e BMAT Lagord vers Poitiers (2010)
- Transfert du Det. 9e BMAT Angoulême vers Poitiers ou Vayres (2010)
- Transfert du Det. 9e BMAT Souge vers Poitiers (2010)
- Dissolution du Det. 11e BSMAT Guéret (2012-2014) après transfert des charges
- Intégartion du Det. 12e Bruz au RMAT Bruz (2010)
- Transfert PC 12e BSMAT de Neuvy Pailloux vers Gien (2010)
- Transfert STM 12e BSMAT de Neuvy Pailloux vers Clermont-Ferrand (2010)
- Dissolution du Det. 15e BSMAT Fourchambault (2012-2014) après transfert STM vers Nouatre et Clermont-Ferrand et transfert des charges (2009-2012)
- Dissolution du Det. 15e BSMAT Saint-Florentin (2012-2014) après transfert des charges (2009-2012)
- Dissolution du Det. 15e BSMAT Langres (2012-2014) après transfert des charges et transfert STM vers Nouatre (2010-2012)
- Dissolution 15e BSMAT Phalsbourg (2012-2014)

## Retour de la France dans le commandement intégré de l'OTAN
Dans ses conclusions, le livre blanc « préconise » le retour de la France dans le commandement intégré de l'OTAN : « Ces réalités conduisent à préconiser une pleine participation de la France aux structures de l’Organisation Atlantique ».

## Critiques
Sans que l'événement ne soit directement lié, le 1er juillet 2008, Bruno Cuche chef d'état-major de l'Armée de terre présente sa démission au président de la République française, à la suite du drame de Carcassonne et des propos très durs tenus par ce dernier sur les militaires.
Plusieurs officiers supérieurs, dont le « groupe Surcouf »  et membres de la classe politique critiquent la baisse des moyens militaires. Selon ce groupe, plusieurs incohérences marquent le livre blanc :
- la diminution de l'effort de défense est considérée comme problématique dans un monde où il ne cesse d'augmenter. Par ailleurs, si le président de la République et le ministre de la Défense ont affirmé que le PIB consacré à la Défense resterait stable, inflation et coût des matériels aidant, l'effort devrait diminuer ;
- les réductions du format des Armées ont été envisagées sous un angle « homothétique », provoquant des déséquilibres et menant à la logique de guerre industrielle décrite par le général britannique Rupert Smith[35]. Le livre blanc ne serait que « la version dégradée du modèle 1996, lui-même version amoindrie du modèle 1989 » et les réductions du format seraient « à peine compensées par d'hypothétiques innovations technologiques et organisationnelles » ;
- la France réintègrerait l'OTAN dans une position affaiblie, tout en y revendiquant des postes de responsabilité, alors qu'elle abandonne au Royaume-Uni le leadership militaire européen ; Cette dernière affirmation étant discutable avec les coupes capacitaires britanniques depuis.
- les économies n'auraient pas été faites au bon endroit : les structures administratives intermédiaires des états-majors ne sont pas concernées par le livre blanc et la création de « bases de Défense » ne permettra que des économies de mutualisation à la marge.